# Apoïdeus
Els apoïdeus (Apoidea) són una gran superfamília d'himenòpters apòcrits, que inclou dos llinatges reconeguts tradicionalment, les vespes esfecoides i les abelles que semblen els seus descendents. Inclou 17.404 espècies.

## Nomenclatura
Les abelles apareixen en classificacions recents com un llinatge especialitzat de vespes Crabronidae que s'especialitzen a utilitzar el pol·len i el nèctar com a aliment de les larves en lloc d'insectes; això fa de Crabronidae un grup parafilètic. D'acord amb eixa idea, les abelles i els esfecoïdeus estan ara agrupats junts en una única superfamília, i el nom que es fa servir és Apoidea, en lloc de Sphecoidea (el qual, com el de Spheciformes, ha estat usat anteriorment, però a l'haver estat definits com un grup parafilètic, va ser abandonat).
Com que les abelles (sense incloure les vespes que eren els seus antecessors) són encara considerades un grup monofilètic, convé encara un grup entre superfamília i família per a unificar les abelles. Això es fa agrupant les abelles dins la família Apidae, però no tothom ho accepta. L'alternativa és unir totes les abelles dins el nom d'Anthophila (Engel, 2005), que és equivalent al nom obsolet d'Apiformes (que significa 'forma d'abelles').